# Ardud
Ardud (em húngaro: Erdőd, AFI: /ˈɛrdøːd/; em alemão: Erdeed) é uma cidade (oraș) do județ (distrito) de Satu Mare, na região histórica da Crișana (parte da Transilvânia), Roménia. Em 2011 tinha 6 231 habitantes e em 2016 estimava-se que tivesse 7 453 habitantes. A área administrada pela cidade tem 142,36 km², na qual se situam as aldeias de Ardud-Vii (Erdődhegy), Baba Novac (Lajosmajor), Gerăușa (Oláhgyűrűs), Mădăras (Nagymadarász) e Sărătura (Sóspuszta).
Ardud situa-se nas margens do rio Sărătura, afluente do Someș, no centro do distrito, na área de contacto entre a planície do Someș e as colinas de Codru. Encontra-se 19 km a sul da capital distrital Satu Mare.

## História
A primeira menção escrita da cidade data de 1215, sob o nome de Herdeud. Três das aldeias da comuna são também mencionadas ainda na Idade Média (Mădăras em 1366, Sărătura em 1411 e Gerăușa em 1424), enquanto que Ardud-Vii e Baba Novac só são mencionadas no século XX (1913 e 1932, respetivamente).
A cidade fez parte do Principado da Transilvânia, que pertencia ao Reino da Hungria. Foi um feudo da família Dragfi e em 1481 Bartolomeu Dragfi, voivoda da Transilvânia, mandou construir o primeiro castelo de Ardud, que depresse se tornou uma das fortalezas mais poderosas do norte do principado.
Na época da Reforma, Ardud foi um dos principais centros do protestantismo na Hungria e em 1545 é lá que se reúne o primeiro sínodo húngaro. No século XVIII, a comuna torna-se propriedade da família Károlyi, que encoraja a imigração de colonos suábios. Quando foi formado o Império Austro-Húngaro, em 1867, o Principado da Transilvânia foi dissolvido e em 1876 o Reino da Hungria foi dividido em comitats (condados). Ardud foi então integrada no comitat de Szatmár (Szatmár vármegye). Durante a Segunda Guerra Mundial, entre 1940 e 1944, a cidade, como o resto da Transilvânia, foi ocupada pela Hungria, aliada da Alemanha Nazi, nos termos da Segunda Arbitragem de Viena. Nesse período a comunidade judaica local foi exterminada pelos nazis.

## Demografia
Segundo o censo de 2011, 55,4% dos habitantes eram etnicamente romenos, 17,5% húngaros, 15,3% ciganos e 4,5% alemães. Em termos religiosos, 39,4% eram cristãos ortodoxos, 31,9% católicos romanos, 11,1%  protestantes e 10,3% greco-católicos.
Em 1910, 62,3% da população era húngara, 36,7% romena e 0,9% alemã. Em 1930 os romenos eram 58,1%, os húngaros 24,7%, os alemães 13,2%, os ciganos 2,5% e os judeus 1,3%.
Em 2002, a distribuição de população pelas localidades da comuna era a seguinte:
- Ardud — 4 219 habitantes
- Mădăras — 1 076
- Baba Novac — 571
- Gerăușa — 453
- Ardud-Vii — 105
- Sărătura — 62